# Ottorino Caracciolo
Ottorino Caracciolo (Bari, 1855 – Parigi, 1880) è stato un pittore italiano.

## Biografia
Nato a Bari da Enrico e Angelica di Giorgio, ebbe come fratello maggiore Luigi che fu pianista, cantante e compositore, nonché direttore della scuola di canto della Royal Irish Academy of Music di Dublino.
Studiò dapprima a Bari presso il pittore Nicola Zito e poi all'istituto di Belle Arti di Napoli. 
In seguito Caracciolo si trasferì a Parigi, forse su consiglio dell'amico di famiglia Francesco Netti, reduce dal prolungato soggiorno francese. 
Partecipò all'Esposizione universale di Parigi (1878) e nel 1880 fu ammesso al Salone di Parigi con i dipinti Panoplie e Une scène de boulevard. Di questo pittore, dedito soprattutto all'attività di ritrattista, anche in miniatura, non sono state oggi individuate molte opere salvo il Ritratto di Luigi Netti, fratello del pittore (coll. privata), che rivela la conoscenza delle tendenze contemporanee d'Oltralpe.
Oltre ai ritratti ed alle miniature, dove curò molto la raffigurazione di dame e gentil uomini, le sue opere furono caratterizzate dalla rappresentazione di scene di vita quotidiane per le strade parigine.
Pittore dotato di buona tecnica ed immerso nelle dinamiche artistiche di una capitale europea in fermento, dove ebbe l'opportunità di esporre le sue opere e di accrescere la sua reputazione.
Tuttavia, la sua carriera fu tragicamente interrotta: nel 1880, a soli venticinque anni, Ottorino Caracciolo morì prematuramente a Parigi, lasciando un vuoto nell'ambiente artistico italiano e internazionale.
La sua morte prematura ha impedito che la sua carriera si sviluppasse pienamente, ma le opere che ci ha lasciato continuano a testimoniare il suo talento e la sua visione artistica. 
Caracciolo è oggi ricordato come un giovane pittore di grande promessa, il cui lavoro riflette l'eleganza e la sensibilità di un'epoca di transizione nell'arte.